# Murex tribulus
Espèce
Murex tribulus est une espèce de mollusques gastéropodes marins de la famille des Muricidae.

## Description
Taille : 7,5 à 12,5 mm.

## Répartition et habitat
Océan Indien et océan Pacifique.